# Reticle (aparell digestiu)

Mecanisme del funcionament dels estómacs d'un remugant:1. Reticle; 2. Atri del rumen; 3. Sac dorsal del rumen; 4. Sac ventral del rumen; 5 i 6. Sacs cecs caudals del rumen.

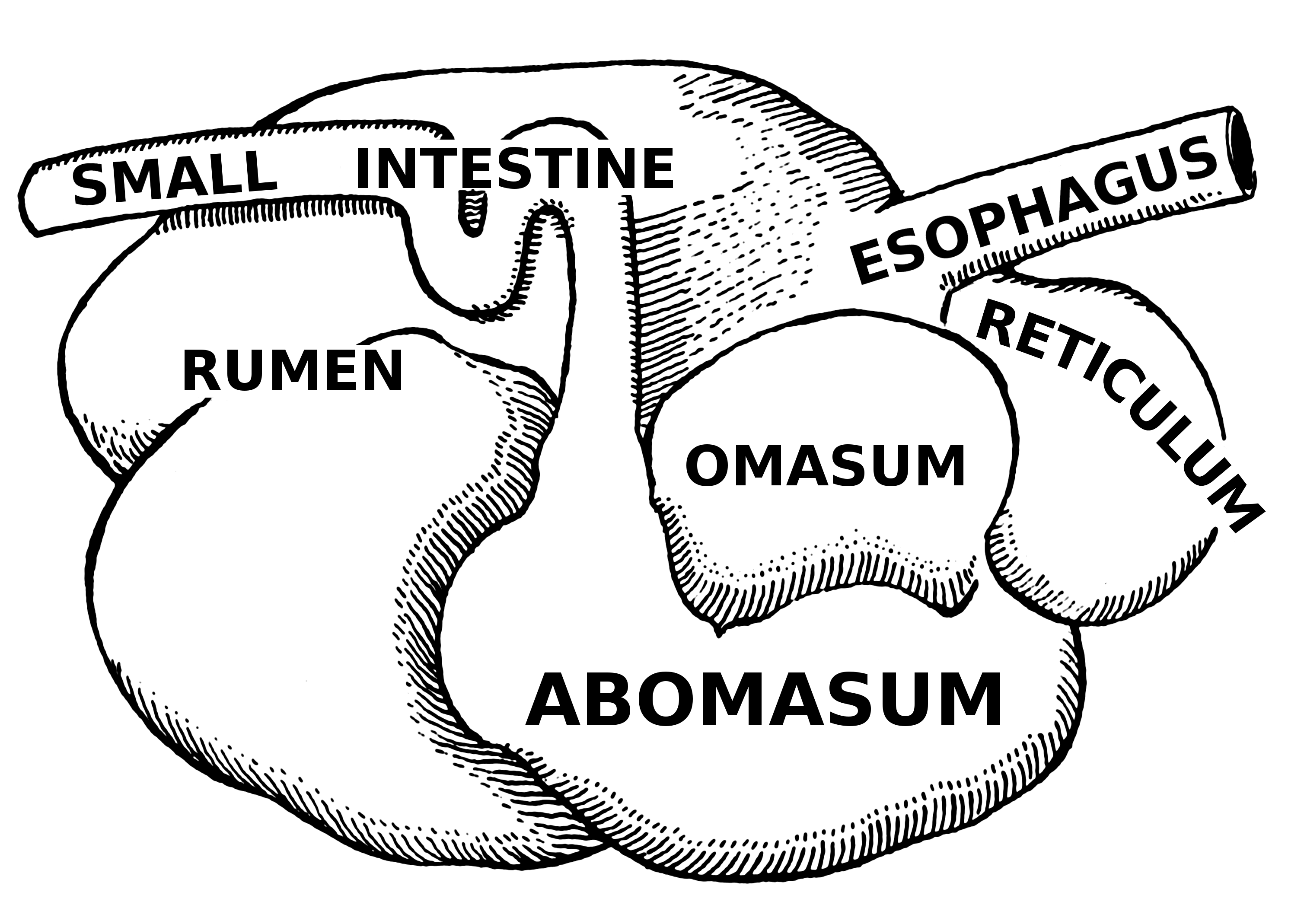
Esquema del sistema digestiu d'un remugant

El reticle és la segona cambra del canal alimentari o preestòmacs del animals remugants. Anatòmicament es considera la meitat més petita del complex reticulorumen junt amb el rumen. Junts aquests dos compartiments conformen el 84% del volum total de l'estómac dels remugants. El reticle es troba entre el rumen i l'omasum.
El reticle es coneix col·loquialment en anglès com honeycomb (bresca de mel) o el bonnet. Quan és netejat i es fa servir com aliment en anglès es diu "tripe" i en català tripa (junt amb altres parts de l'estómac dels remugants).
Hi poden anar a parar aliments i objectes pesants que poden donar lloc a malalties veterinàries.

## Anatomia
La mucosa interna té forma de bresca d'abelles. Observat amb ultrasonografia la seva estructura té un contorn llis. El reticle és adjacent al diafragma, pulmons, abomasum, rumen i el fetge. La mida de les estructures comles crestes varia segons les espècies de remugants. Els remugants que pasturen tenen les crestes més altes que les que mengen els branquillons. Tanmateix la mida del reticle és força contant entre tots els remugants.
En una vaca adulta el reticle té una capacitat d'un 25 litres. El rumen i el reticle tenen una estructura molt similar i es poden considerar un sol òrgan, només els separa un plec muscular de teixit.
En els remugants immadurs es forma un solc reticular i això permet el pas de la llet directament des del reticulorumen a l'omasum.

## Paper en la digestió
El contingut dels fluids del reticle tenen un paper en la separació de les partícules. La separació té lloc a través de contraccions bifàsiques. En la primera contracció les partícules grosses tornen al rumen. En la segona contracció es buida el reticle i es reomple del contingut del rumen. Les contraccions ocorren a intervals regulars. Alguns remugants, com les cabres, a més de les contraccions bifàsiques en tenen de monofàsiques.